# 安汶圆扇蚶蜊
安汶圆扇蚶蜊（学名：Tucetona amboinensis），是魁蛤目蚶蜊科Tucetona的一种。主要分布于中国大陆、台湾，常栖息在潮间带至潮下带20米左右。